# Tortilla del Sacromonte
La tortilla de Sacromonte (denominada también como tortilla de sacro-monte) es una tortilla elaborada con sesos de carnero (o de ternero), criadillas y otros tipos de casquería. Se trata de una tortilla muy popular en la cocina granadina. La tortilla suele llevar también pequeñas partes de nueces, guisantes y pan rallado. Algunas recetas incluyen pedazos del jamón de Trevélez, papas y chorizo. Este plato se ha asignado a la comunidad gitana de Granada, en concreto aquellos que habitan en el barrio de Sacromonte.

## Características
Suele emplearse en la elaboración tanto las sesadas como las criadillas (a las que se les ha quitado previamente el pellejo) y que previamente se fríen en una sartén. Los elementos no cárnicos suelen ser patatas, pimientos morrón, guisantes, etc. Los huevos batidos se suelen verter y finalmente se prepara la tortilla. Suele ser bastante gruesa y jugosa por dentro.

## Costumbres y variantes
La tortilla está vinculada a la crónica gastronómica de las Catacumbas del Sacromonte. El día del patrón San Cecilio las autoridades suben a la Abadía del Sacromonte y allí son agasajados con una tortilla. Una variante de la tortilla de Sacromonte se elabora con mollejas de cordero y que se denomina tortilla granadina.